# Metter
Metter é uma cidade localizada no estado americano de Geórgia, no Condado de Candler.

## Demografia
Segundo o censo americano de 2000, a sua população era de 3879 habitantes.
Em 2006, foi estimada uma população de 4305, um aumento de 426 (11.0%).

## Geografia
De acordo com o United States Census Bureau tem uma área de 19,2 km², dos quais 19,0 km² cobertos por terra e 0,2 km² cobertos por água. Metter localiza-se a aproximadamente 82 m acima do nível do mar.

## Localidades na vizinhança
O diagrama seguinte representa as localidades num raio de 24 km ao redor de Metter.